# Principado de Mântua (Senonches e Brezolles)

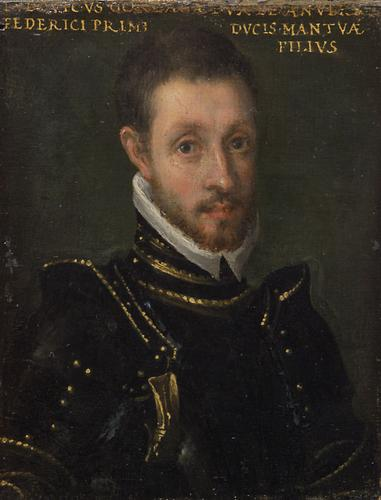
Luís Gonzaga, Duque de Nevers, 1.º Príncipe de Mântua. Anónimo. Kunsthistorisches Museum, Viena.

Em 1566, o rei Carlos IX de França reúne os senhorios de Senonches e de Brezolles num novo feudo que eleva à dignidade de principado, entregando-o a Luís Gonzaga, nobre nascido em Itália, pertencente à família dos Duques de Mântua, que viera para França onde integrara a corte.

## História
Em 1291, Carlos de Valois, conde e depois duque de Alençon, recebe de seu irmão, o rei Filipe IV de França o senhorio de Chateauneuf e uma parte do senhorio de Brezolles.
Em 1525, com a extinção dos Valois-Alençon, pela morte de Carlos IV de Alençon, os seus bens são reintegrados na coroa por falta de descendência masculina.

## Constituição do Principado
Luis Gonzaga, terceiro varão do duque Frederico II de Mântua, tinha poucas probabilidades de herdar os estados de seu pai, pelo que é enviado para França onde tomaria posse do património que a família herdara da sua avó, Ana de Alençon, marquesa consorte de Monferrato, nomeadamente o senhorio de La Guerche. Luís, na altura com 10 anos, fica afecto ao serviço do delfim, de quem se tornou um fiel companheiro.
Em 1560, obtêm a naturalidade francesa, e ao casar-se com Henriqueta de Nevers, em 1565, o rei Carlos IX outorga-lhe o Principado de Mântua, em francês Principauté de Mantoue, que surge da união dos senhorios de Senonches e de Brezolles. A denominação do novo feudo permite que Luís, junte o nome da sua Casa (os duques de Mântua), ao seu próprio patronímico o que, na sua qualidade de filho mais novo, isso não lhe era permitido..
O principado passa para os seus descendentes mas, em 1654, irá ser vendido por Carlos II de Mântua, bisneto de Luís Gonzaga, à Casa de Broglie que, desde então, passou a usar o título de Marquês de Senonches.
As terras de Senonches e Brezolles são confiscados à viúva de François de Broglie em 1667 e após leilão, entregues ao duque de Enghien, Henri-Jules de Bourbon, filho do Grand Condé. Os seus descendentes detêm estas possessões até 1789.

## Lista dos Príncipes de Mântua
| Governo (de - a ) | Nome                          | (nascimento-morte) |
| 1565-1595         | Luís Gonzaga, Duque de Nevers | (1539-1595)        |
| 1595-1637         | Carlos I Gonzaga              | (1580-1637)        |
| 1637-1654         | Carlos II Gonzaga             | (1629-1665)        |

1654: Património vendido / denominação extinta

## Brasões de Armas
As cidades de Senonches e Brezolles conservam, ainda hoje, brasões semelhantes aos da Casa Gonzaga.

Brasão de Senonches
Brasão de Brézolles